# Nižný Skálnik
Nižný Skálnik este o comună slovacă, aflată în districtul Rimavská Sobota din regiunea Banská Bystrica. Localitatea se află la altitudinea de 236 m deasupra n.m., se întinde pe o suprafață de 5,3 km2 și în 2017 număra 184 de locuitori. Se învecinează cu Kraskovo, Rimavská Sobota, Q2933110⁠(d), Hrachovo și Vyšný Skálnik.

## Istoric
Localitatea Nižný Skálnik este atestată documentar din 1334.

## Demografie
| An:                | 1994 | 2004   | 2014   | 2024   |
| ------------------ | ---- | ------ | ------ | ------ |
| Număr de persoane: | 184  | 192    | 191    | 187    |
| Diferență:         |      | +4,34% | −0,52% | −2,09% |

| An:                | 2023 | 2024   |
| ------------------ | ---- | ------ |
| Număr de persoane: | 188  | 187    |
| Diferență:         |      | −0,53% |